# Casa Vicente Romo
La casa Vicente Romo es una obra del arquitecto César Portela. Está situada en Redondela (España).

## Descripción

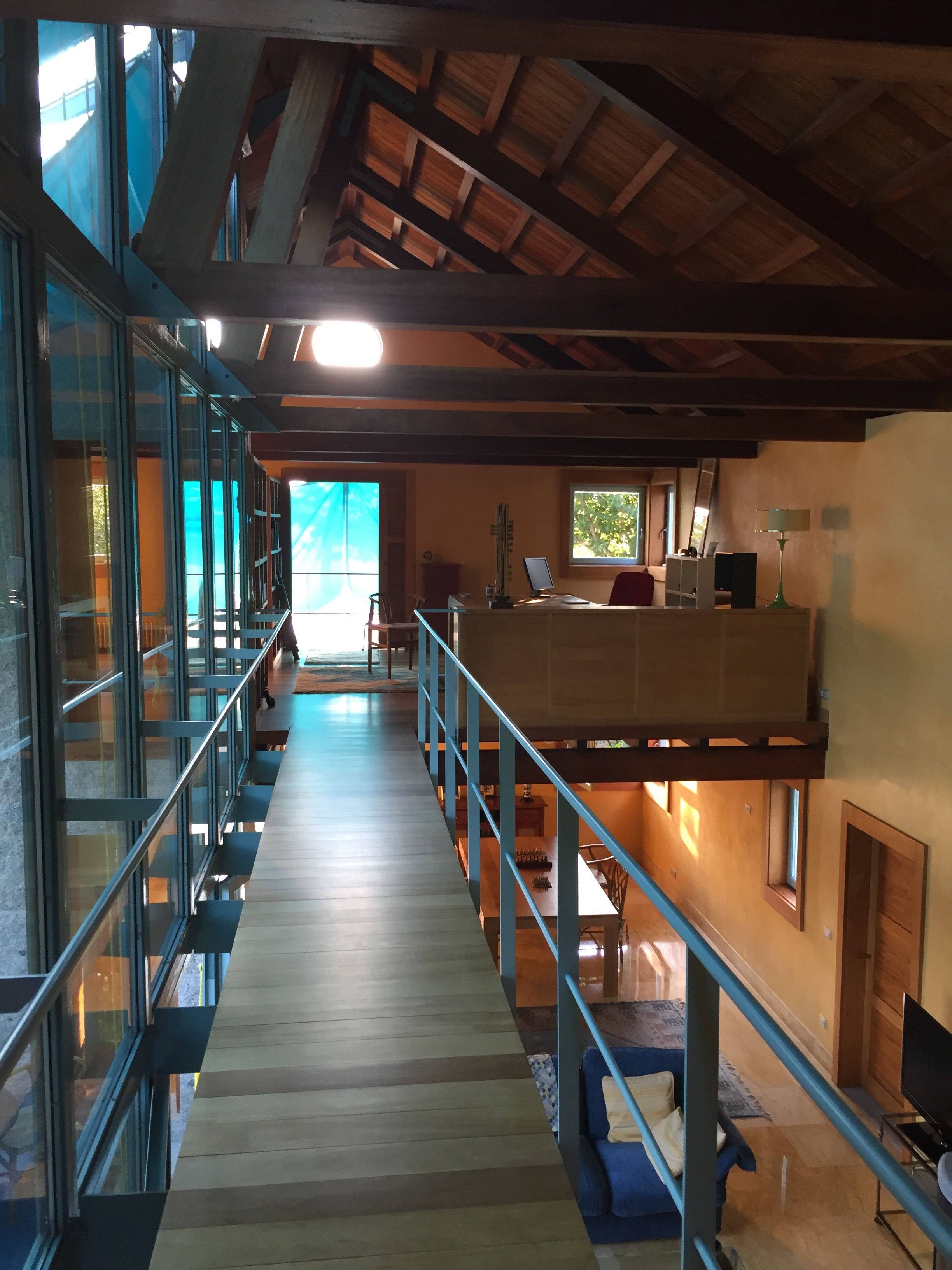
Casa Vicente Romo

La vivienda fue construida en una parcela en Cesantes (Redondela), próxima a la Ría de Vigo (España).
Diseñada entre los años 1993 y 1994, la casa es un crisol de las obras realizadas en el pasado por el arquitecto César Portela. Además de las referencias a la “Arquitectura del humo” por el doble espacio central, esta casa se estructura en un único contenedor donde se integran elementos que hacen un guiño al patio andaluz y a la austeridad de la arquitectura japonesa. Esto es consecuencia de la influencia, sobre el arquitecto, de dos obras que había construido en Japón a comienzo de la década de los 90.
El edificio se mimetiza en el entorno. La casa se expande en verano hacia el estanque del patio y se repliega en invierno hacia la calidez del salón. La vivienda está construida con sillares de granito gris. Carece de estructura de hormigón, y tanto los forjados, así como el entramado de la cubierta, son estructuras de madera. La forma y dimensiones de las ventanas, así como las tres galerías que protegen la casa, suponen una reinterpretación de la casa tradicional gallega.

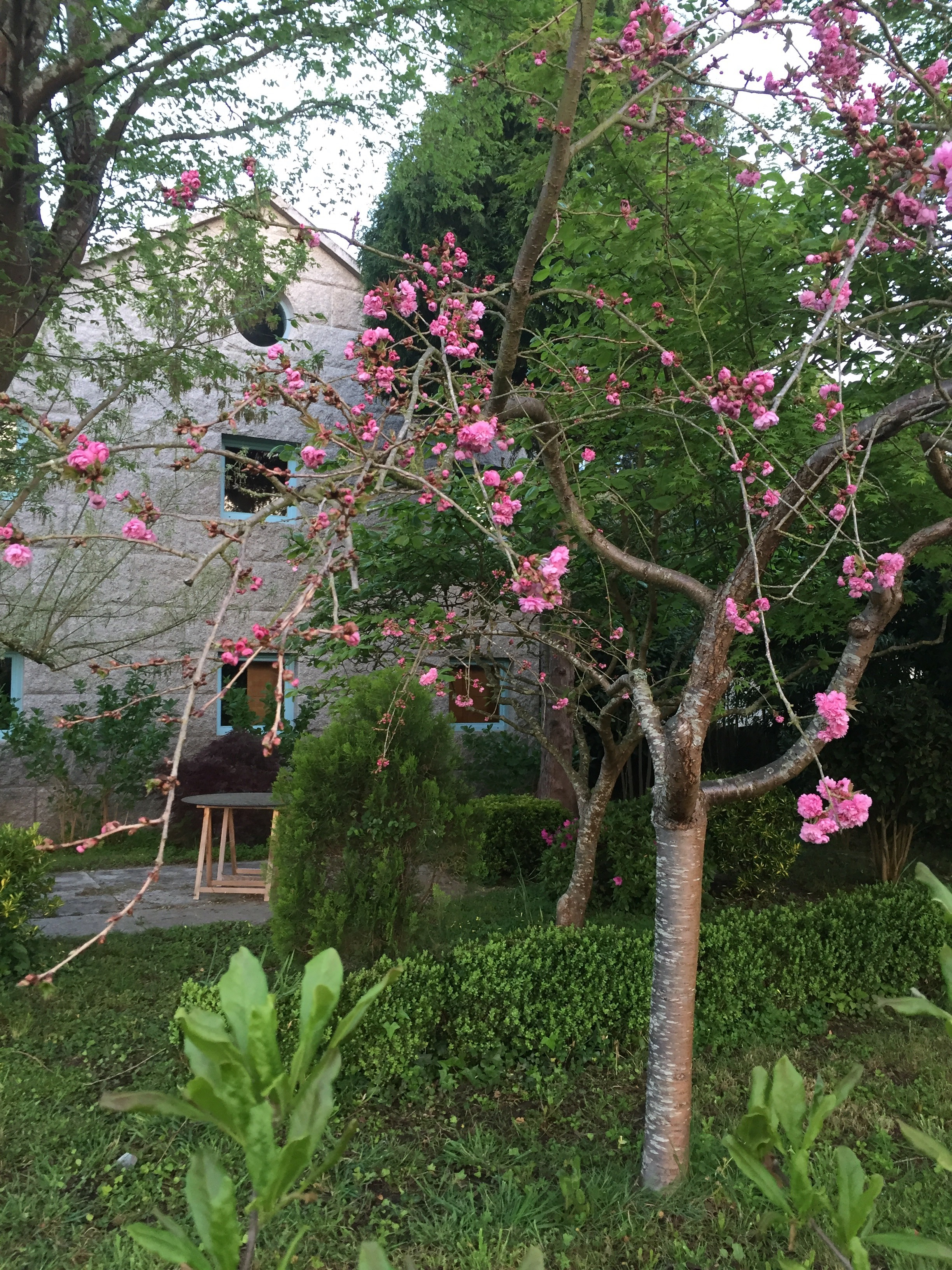
Jardín Inglés

El acceso discurre paralelo a un jardín japonés, rodeado por varias especies de acer palmatum. En la parte posterior de la casa se encuentra un jardín inglés con especies como la camelia, cerezos japoneses, azaleas y rododendros.